# Ruben (Bible)
Pour les articles homonymes, voir Ruben.
Ruben ou Reouven (en hébreu : ראובן) est le fils aîné du patriarche hébreu Jacob et de Léa dans le récit de la Genèse.

## Récit biblique

### Ruben en Paddan-Aram
Ruben le fils de Léa trouve des mandragores, les apporte à sa mère et Rachel en réclame, puis Rachel en mange les fruits et non les racines. En échange de ces mandragores, Rachel permet à Léa de coucher avec Jacob. Léa devient alors enceinte d'un fils qu'elle appelle Issachar.

### Ruben en Canaan
Bilha la concubine de Jacob a des relations avec Ruben, âgé de 30 ans, le fils aîné de Jacob et celui-ci perd plus tard son droit de premier-né qui est alors donné aux deux fils de Joseph. Un midrash dit que Zilpa la concubine de Jacob a, comme Bilha, des relations avec Ruben le fils aîné de Jacob.
Un jour Jacob envoie son fils Joseph rejoindre ses frères qui font paître son petit bétail. Les frères de Joseph complotent pour le tuer et Siméon et Gad s'apprêtent à le tuer. Joseph se met alors derrière Zabulon et les supplie de ne pas le tuer. Ruben intervient et leur dit de ne pas le tuer mais de le jeter dans un puits, son intention étant de l'en retirer plus tard. Finalement Joseph est dévêtu de sa tunique et jeté dans un puits sans eau où il reste affamé pendant trois jours et trois nuits. Juda surveille le puits asséché pendant deux jours et deux nuits craignant que Siméon et Gad ne tuent Joseph. Zabulon est ensuite chargé de surveiller ce puits jusqu'à la vente de Joseph.
Juda propose de vendre Joseph à une caravane d'Ismaélites se rendant en Égypte. Des Madianites retirent Joseph du puits sans eau et il est vendu pour vingt pièces d'argent. Avant d'être vendu, Joseph est revêtu d'un vieux vêtement d'esclave. En réalité, Gad et Juda le vendent pour trente pièces d'or, en cachent dix et en montrent vingt à leurs frères. Siméon, Gad et six de leurs frères achètent des sandales. Ruben, parti chercher du nécessaire stocké à Dotham, n'est pas au courant de cette transaction et retourne au puits sans eau mais ne retrouve pas Joseph.
La tunique de Joseph est trempée dans le sang d'un bouc égorgé par Dan et portée à leur père Jacob par Nephtali. Jacob pense que son fils Joseph est mort dévoré par une bête sauvage et se montre inconsolable.

### Ruben en Égypte
À la suite d'une famine les fils de Jacob, dont Ruben le fils aîné et sauf Benjamin le plus jeune fils, font un premier voyage pour acheter du blé en Égypte et sont mis en prison pendant trois jours. Ils sont libérés et Ruben reproche à ses frères de ne pas l'avoir autrefois écouté, Joseph retient prisonnier Siméon et leur donne finalement du blé à emporter mais exige de faire venir à lui Benjamin pour libérer Siméon. Jacob ne veut pas laisser partir Benjamin en Égypte et Ruben lui dit qu'il peut faire mourir ses deux fils s'il ne lui ramène pas Benjamin.
La famine continuant les fils de Jacob, dont Ruben le fils aîné et aussi Benjamin le plus jeune fils, font un deuxième voyage pour acheter du blé en Égypte. Jacob refuse de laisser partir Benjamin mais Ruben dit à son père Jacob de faire mourir ses deux fils s'il ne ramène pas Benjamin. Siméon est libéré puis Joseph se fait reconnaître à ses frères qui retournent en Canaan avec de nombreux présents et apprennent à Jacob que Joseph est toujours vivant.
Jacob et toute sa descendance, dont son fils aîné Ruben, s'installent en Égypte.
Hanok, Pallou, Hetsrôn et Karmi sont les quatre fils de Ruben qui partent avec leur père et leur grand-père Jacob pour s'installer en Égypte au pays de Goshen dans le delta du Nil.
Ruben est également connu pour être l'ancêtre de la tribu des Rubénites, qui s'installa dans le Mishor.

## Tombe de Ruben

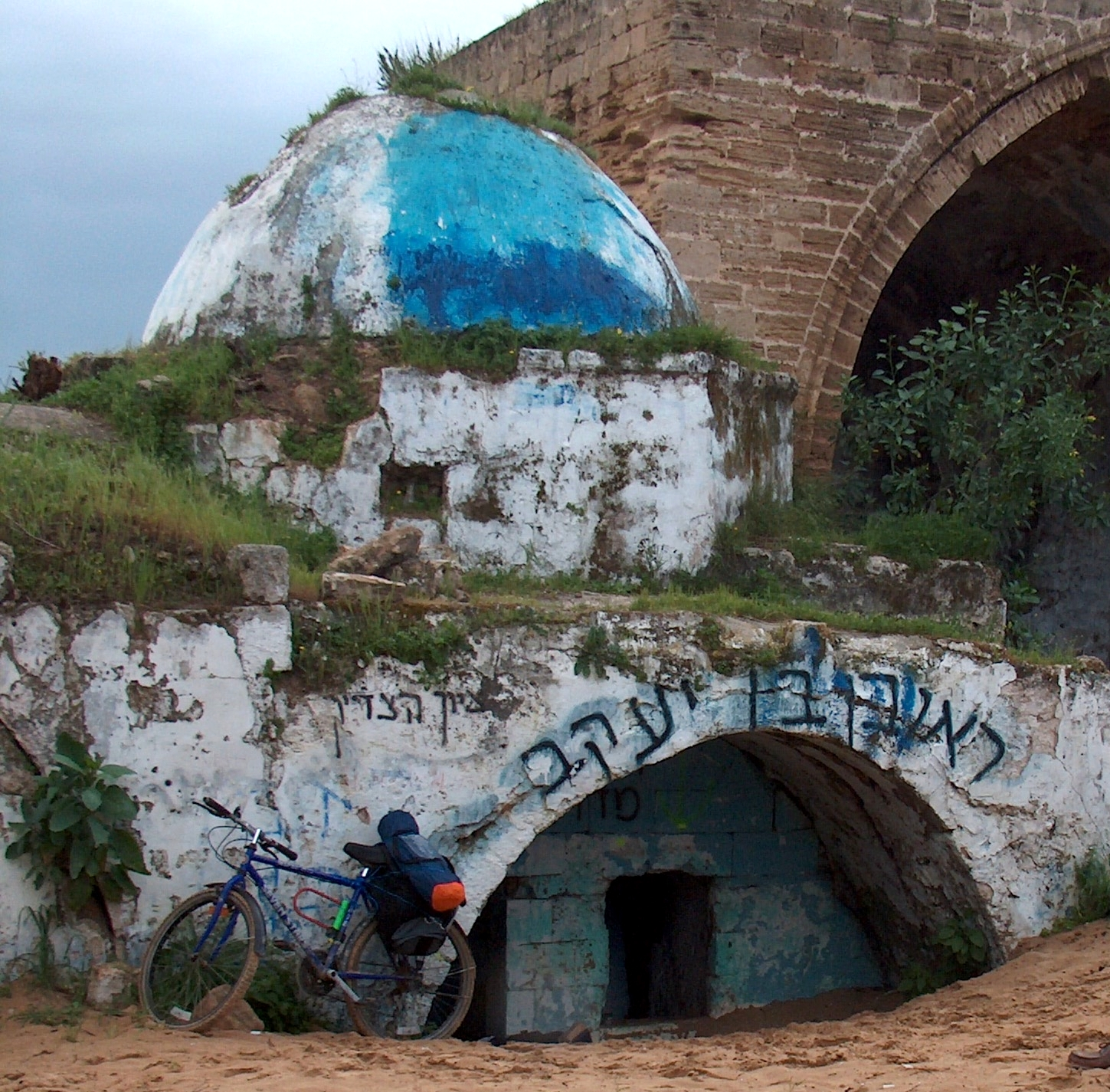
« Tombe » de Ruben

Ruben tombe malade 2 ans après la mort de Joseph et meurt âgé de 125 ans.
Une ancienne tradition arabe voit dans le tombeau situé dans les dunes de Palmachim la tombe de Ruben et l'appelle « Nebi Rubin ». Le site faisait l'objet d'un pèlerinage par les Arabes. Il est aujourd'hui abandonné, mais il reçoit cependant des visiteurs juifs qui viennent y prier, même si la tradition juive place généralement le tombeau de Ruben en Galilée.